# NGC 1573A
NGC 1573A је спирална галаксија у сазвежђу Жирафа која се налази на NGC листи објеката дубоког неба.
Деклинација објекта је + 73° 28' 10" а ректасцензија 4h 48m 26,7s. Привидна величина (магнитуда) објекта NGC 1573 износи 14,0 а фотографска магнитуда 14,8. NGC 1573A је још познат и под ознакама UGC 3150, MCG 12-5-20, CGCG 328-21, IRAS 04423+7322, PGC 16052.